# Polonez (Raketenwerfer)

Ein Polonez-Werferfahrzeug in Minsk, Juli 2017

Der Polonez (belarussisch Паланэз Palanes, deutsch ‚Polonaise‘, russisch Полонез) ist ein belarussisches Mehrfachraketenwerfersystem, das von BelSpetsVneshTechnika (BSVT) hergestellt wird. Es dient zur Bekämpfung von Flächenzielen.

## Entwicklung

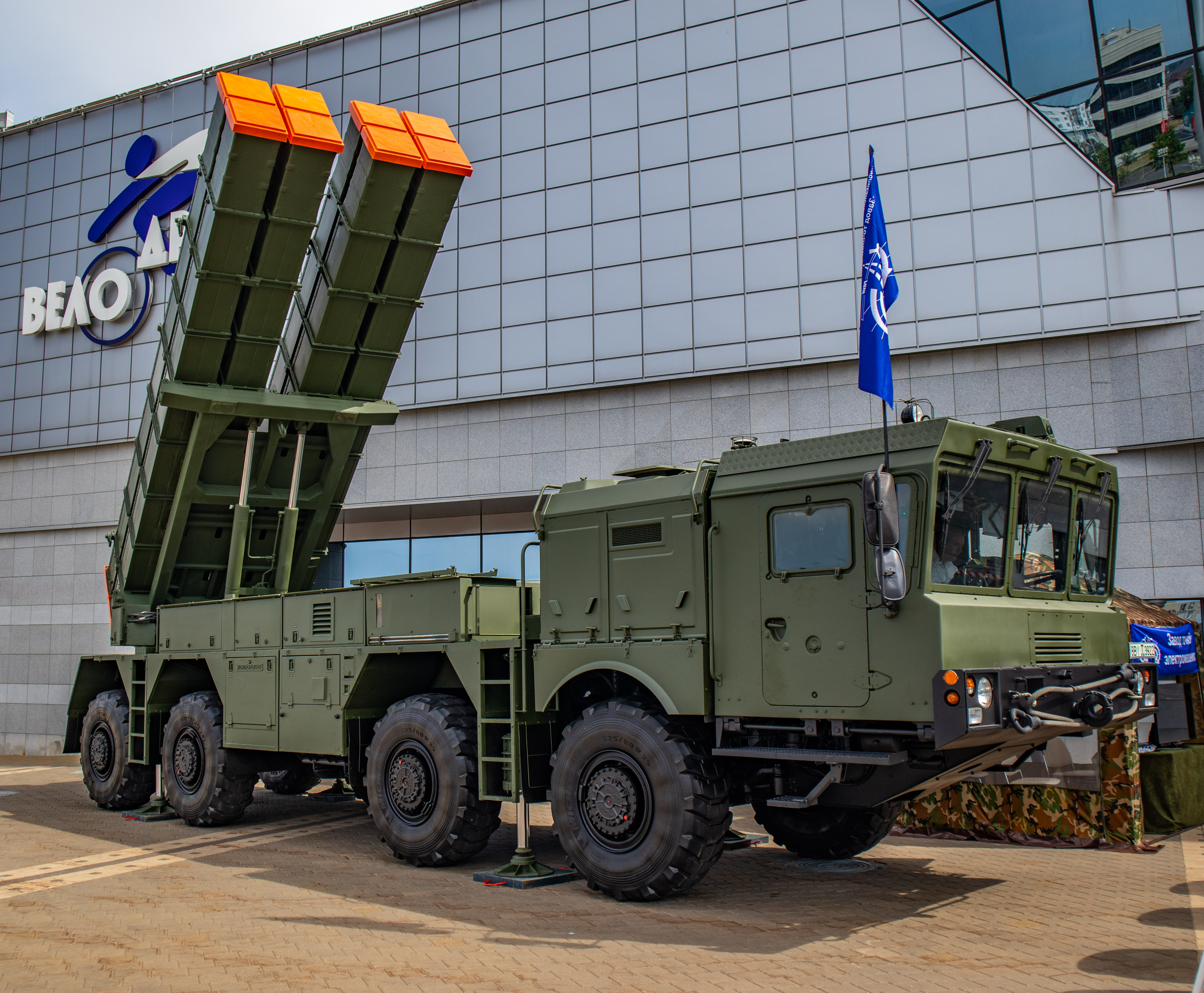
Ein Polonez-Werferfahrzeug in Minsk, Juni 2021

Der Polonez wurde entwickelt, um die veralteten sowjetischen Mehrfachraketenwerfersysteme 9K57 Uragan (Kaliber 220 mm) und 9K58 Smertsch (Kaliber 300 mm) zu ersetzen.
Polonez entstand in Zusammenarbeit mit der Volksrepublik China und basiert auf dem aktuellen chinesischen Artillerieraketensystem A200. Dazu lieferte China im Jahr 2013 sechs A-200-Raketensysteme als Grundlage für den Polonez-Raketenwerfer. Weiterhin fanden später Schießversuche in China statt. Polonez verwendet die Raketen des A200-Raketensystems. Im Jahr 2015 wurden die ersten Polonez zur Truppenevaluation an die belarussischen Streitkräfte ausgeliefert. Sämtliche Tests sollen bereits 2016 abgeschlossen worden sein und eine Einführung des Polonez erfolgte im gleichen Jahr bei der 336. Raketenbrigade.

## Konzeption
Das Mehrfachraketenwerfersystem ist mit einer dreiköpfigen Besatzung, bestehend aus Kommandant, Fahrer und Raketenoffizier, besetzt. Die Flugkörper können entweder aus dem Führerhaus oder von einem anderen Fahrzeug mittels Funkfernsteuerung abgefeuert werden. Das Ladefahrzeug ist mit einem Hydraulikkran ausgestattet, mit welchem die Raketenpods auf die Abschussvorrichtung gebracht werden können. Der Raketenwerfer kann sowohl Einzel- als auch Salvenfeuer durchführen. Innerhalb von 50 Sekunden kann eine volle Salve von acht Raketen gestartet werden. Dabei ist es möglich, jeder Rakete ein eigenes Ziel zuzuordnen, sodass mehrere Ziele gleichzeitig bekämpft werden können. Der Polonez ist innerhalb von acht Minuten einsatzbereit und soll in nur zwei Minuten eine neue Abschussposition einnehmen können, um Gegenfeuer zu entgehen.
Eine Polonez-Batterie umfasst einen mobilen Gefechtsstand, 4–6 Ladefahrzeuge, 4–6 Werferfahrzeuge und ein Wartungsfahrzeug. Zusätzlich kann die Batterie mit einem unbemannten Luftaufklärungsfahrzeug (UAV) zur Zielerfassung und Schadensbewertung ausgestattet sein.

## Varianten

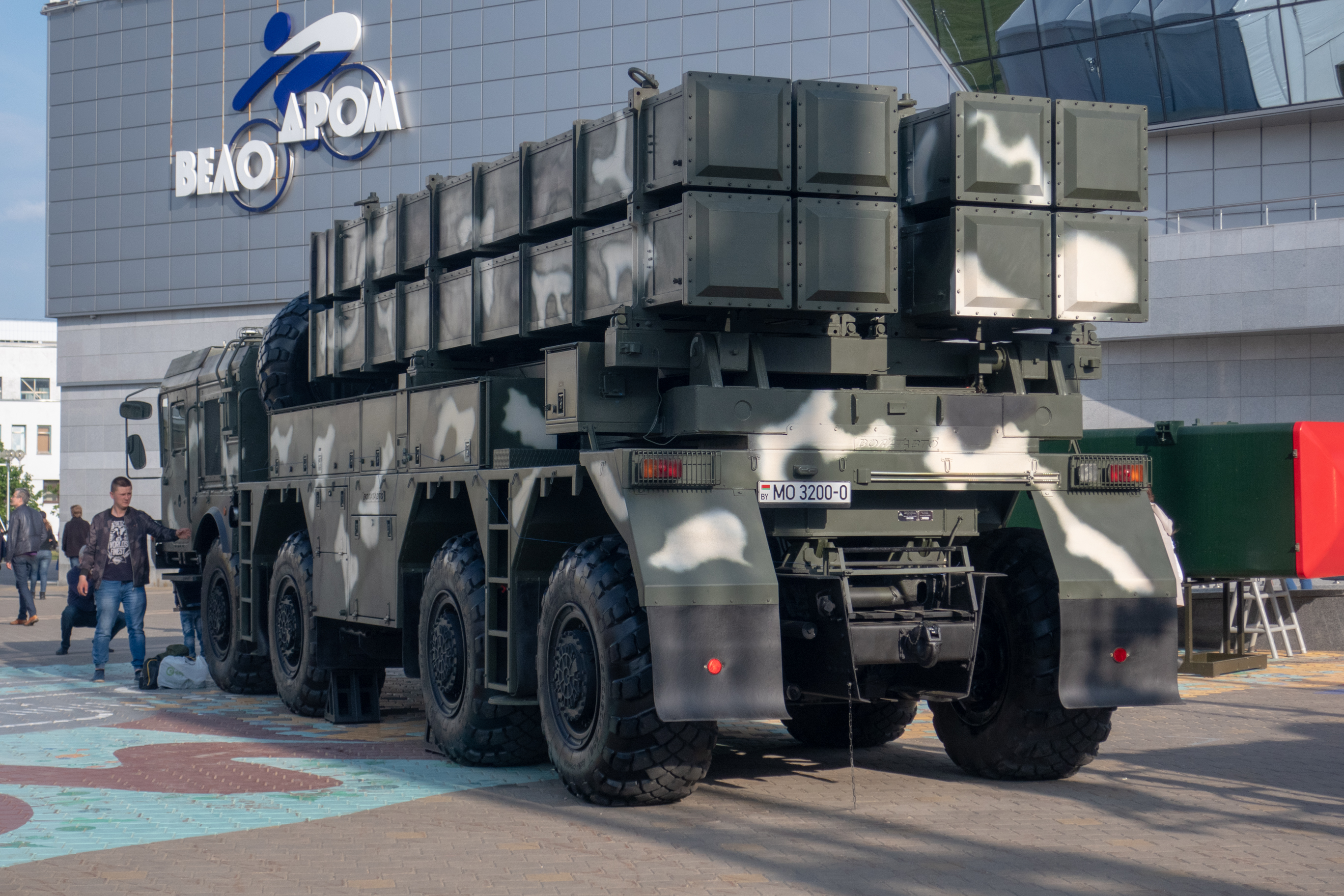
Rückansicht eines V-300-Polonez-M-Startfahrzeuges auf der Messe MILEX 2019

- V-200 Polonez: Mit acht A200-Raketen pro Startfahrzeug. Max. Schussdistanz 200 km.
- V-300 Polonez-M: Mit acht A300-Raketen pro Startfahrzeug. Max. Schussdistanz 280–300 km.[7]
- V-300RK Polonez-M: Mit zwei M20-Raketen pro Startfahrzeug. Max. Schussdistanz 280 km, Sprengkopf 480 kg[8][9]

## Technik

### Basisfahrzeug MZKT-7930-300
Das Lade- sowie das Werferfahrzeug haben als Basis den MZKT-7930-300 des belarussischen Herstellers Minski Sawod Koljosnych Tjagatschei, der von einem JaMZ-846-Turbodieselmotor mit einer maximalen Motorleistung von 500 PS angetrieben wird. Das geländegängige 8×8-Allradfahrzeug eignet sich für Shoot-and-scoot-Manöver und hat eine Nutzlast von 22,4 Tonnen. Zudem ist es mit einem vollklimatisierten Fahrerhaus ausgestattet, in dem die gesamte dreiköpfige Besatzung Platz findet. Das MZKT-7930-300 verfügt über eine Reifendruckregelanlage und erreicht auf der Straße eine Höchstgeschwindigkeit von 70 km/h. Auf dem Hinterachsenpaar des Werferfahrzeuges sind die Raketenstartbehälter auf einem horizontal und vertikal schwenkbarer Werferarm installiert. Auf diesem sind in zwei Lagen acht Startbehälter montiert.

### Raketen
Polonez verwendet die Raketen des A200-Raketensystems aus der Volksrepublik China. Die A200-Raketen haben ein Kaliber von 301 mm, sind 7,26 m lang und haben ein Startgewicht von 730–750 kg. Die Raketen sind drallstabilisiert und haben am Flugkörperende vier Stabilisierungsflügel. Die Rakete soll mithilfe von GNSS und INS zum Ziel geführt werden. Dadurch soll auch bei Schussreichweiten von bis zu 300 km eine minimale Kreisfehlerwahrscheinlichkeit (CEP) von 30–45 Metern erreicht werden. Die maximale Schussdistanz liegt bei 200 km bei einer Brennschlussgeschwindigkeit von Mach 4,5. Das Apogäum liegt hierbei bei 48.000 m. Die minimale Schussdistanz beträgt 50 km. Folgende Sprengköpfe mit einem Gewicht von rund 150 kg stehen für die Raketen zur Verfügung:
- A200 HE: Splittergefechtskopf
- A200 FRAG-HE: Splittergefechtskopf mit vorfragementierten Splittern
- A200 FSPC: Streumunition

## Verbreitung

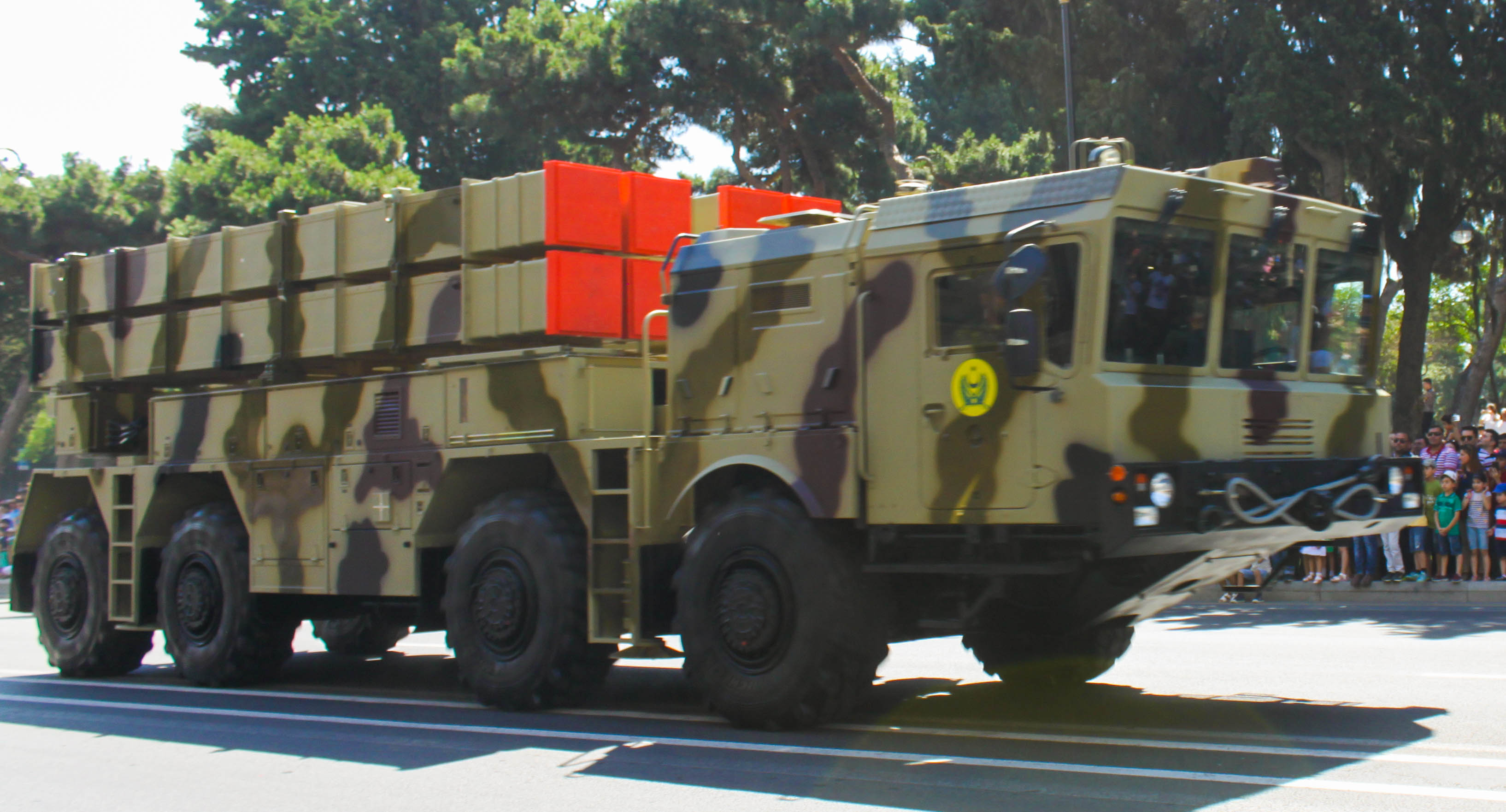
Aserbaidschanischer Polonez am 26. Juni 2018

Der erste Export des Polonez-Systems erfolgte im Jahr 2018 nach Aserbaidschan, wo ein Werferfahrzeug am Tag der Streitkräfte am 26. Juni 2018 zu sehen war.
- Aserbaidschan
- Belarus